# ムスタング (映画)
『ムスタング』（原題:The Mustang）は2019年に公開されたフランス・ベルギー合作のドラマ映画である。監督はロール・ドゥ・クレルモン＝トネール、主演はマティアス・スーナールツが務めた。本作はクレルモン＝トネールの長編映画監督デビュー作である。
本作は日本国内で劇場公開されなかったが、スターチャンネルでの放送が予定されている。

## ストーリー
ローマン・コールマンはその短気な性格故にすぐに手が出るタイプであり、妻に暴行して重傷を負わせたために服役していた。ローマンは社会復帰のための懸命な努力を続けていたが、生まれ持った気質を改善するのは容易なことではなかった。ほどなくして、ローマンは牧場主のマイルズの下で職業訓練を受けることになった。そこでは、マイルズが組んだリハビリ・プログラムを受講することになった。そのプログラムはムスタングの調教を通して自身の人格を陶冶していくというものであった。ローマンは5週間後に売却される予定の馬を調教するように命じられた。
当初、ローマンは馬と上手く心を通わせることができなかったが、ベテランの調教師であるヘンリーの指導の下、徐々に馬と交流できるようになっていった。数週間後、ローマンは馬とすっかり心を通わせ、ヘンリーとも親しくなっていた。ローマンは馬にマーキスという名前を付けることにした。ところが、ここで予期せぬ事件が発生した。ローマンと同じ部屋で暮らすダンがヘンリーを殺してしまったのである。怒り狂ったローマンは友人の仇を討つためにダンを殺そうとしたが、そこにやってきた警備員の手によって取り押さえられた。
そうこうしているうちに、オークションの日がやって来た。ローマンは関係改善の糸口を探るべく、娘のマーサを会場に招待したのだが、会場に彼女の姿はなかった。そのことに気を取られたばかりに、ローマンはヘリコプターの音に驚いたマーキスに適切な対処を取ることができず、そのまま落馬してしまった。ローマンは危うくマーキスに踏みつけられるところだったが、駆けつけた他の調教師のお陰で事なきを得た。マイルズはマーキスの調教が上手く行かなかったと判断し、彼を安楽死させることにした。それを知ったローマンは雨風でボロボロになっていた施設の門を壊し、マーキスを牧場の外へ逃がしてやった。
しばらくして、ローマンはマーサから手紙を受け取った。マーサは出所する意欲を失った父を心配しており、産まれたばかりの赤ん坊と自分が一緒に写った写真を送ってきたのである。その手紙には「近いうちに貴方の孫の顔を見せに行きます」と書いてあった。手紙を読み終わったローマンがふと施設の門に目をやると、そこにはマーキスの姿があった。マーキスの元気な姿を見た瞬間、ローマンの顔には久々の笑顔が浮かぶのだった。

## キャスト
- マティアス・スーナールツ - ローマン・コールマン
- ジェイソン・ミッチェル - ヘンリー
- ブルース・ダーン - マイルズ
- ギデオン・アドロン - マーサ
- コニー・ブリットン - 心理学者
- ジョシュ・スチュワート - ダン
- ノエル・グーリーエミー - ロベルト

## 製作
2017年5月20日、マティアス・スーナールツとジェイソン・ミッチェルが本作に出演することになったとの報道があった。その際、フォーカス・フィーチャーズが本作の全米配給権を獲得したとも報じられた。10月、スーザン・サランドン、ギデオン・アドロン、ジョシュ・スチュワートがキャスト入りした（後にサランドンは降板し、その代役としてコニー・ブリットンが起用された）。
2018年4月9日、ジェド・カーゼルが本作で使用される楽曲を手掛けることになったと報じられた。2019年3月15日、本作のサウンドトラックが発売された。

## マーケティング・興行収入
2018年12月13日、本作のオフィシャル・トレイラーが公開された。2019年1月31日、本作はサンダンス映画祭でプレミア上映された。3月15日、本作は全米4館で限定公開され、公開初週末に7万1657ドル（1館当たり1万7914ドル）を稼ぎ出し、週末興行収入ランキング初登場48位となった。

## 評価
本作は批評家から絶賛されている。映画批評集積サイトのRotten Tomatoesには121件のレビューがあり、批評家支持率は94%、平均点は10点満点で7.47点となっている。サイト側による批評家の見解の要約は「『ムスタング』で描かれる救済の物語それ自体は目新しいものではないが、そこには斬新な視点がある。また、マティアス・スーナールツとブルース・ダーンの好演のお陰で、同作には生命が吹き込まれている。」となっている。また、Metacriticには36件のレビューがあり、加重平均値は77/100となっている。